# Vorhang (2013)
Vorhang: Poirots letzter Fall (Originaltitel: Curtain: Poirot’s Last Case) ist eine Langfolge der dreizehnten Staffel der englischen Fernsehserie Agatha Christie’s Poirot aus dem Jahr 2013 von Hettie Macdonald. Es ist die Verfilmung des gleichnamigen Romans von Agatha Christie aus dem Jahr 1948. Die Erstausstrahlung in Großbritannien war am 13. November 2013.

## Handlung
Nach vielen Jahren treffen sich Poirot, nun von Arthrose geplagt, und Captain Hastings, der inzwischen verwitwet ist, wieder. Als sie eine Einladung nach Styles erhalten, dem Haus, in dem sie ihren ersten gemeinsamen Fall lösten, nehmen sie diese schnell an. Doch als der große Detektiv einen der scheinbar harmlosen Gäste als 'X' bezeichnet, einen rücksichtslosen Serienmörder, zweifeln die Menschen an seinem Verstand und der Leistung seiner berühmten grauen Zellen. Doch Poirot ist sich sicher, dass nur er einen weiteren Mord verhindern kann, selbst wenn dabei sein eigenes Leben auf der Strecke bleibt.

## Drehorte
Chavenage House, Chavenage, Tetbury, Gloucestershire, Vereinigtes Königreich

## Belege
1. ↑   Freigabebescheinigung für Vorhang. Freiwillige Selbstkontrolle der Filmwirtschaft, Mai 2014 (PDF; Prüfnummer: 145 005 V).